# Сошников, Дмитрий Валерьевич
Дмитрий Валерьевич Сошников (род. 27 марта 1974) — компьютерный специалист, координатор академических программ департамента стратегических технологий Microsoft.

## Биография
Сошников родился в Москве, в 1999 году окончил Московский авиационный институт по специальности «прикладная математика и физика». В 2002 году защитил кандидатскую диссертацию. С 1996 года преподает в МАИ, с 2003 года доцент кафедры вычислительной математики и программирования, с 2006 года работает в компании Microsoft, также преподает в МФТИ с 2008 года и в НИУ ВШЭ с 2009 года. С 2023 также работает в научно-образовательном центре "Нейротехнологии, искусственный интеллект и предиктивная аналитика для транспорта и логистики" МИИТ.

## Научные интересы
Сошников является специалистом в области логического и функционального программирования, искусственного интеллекта. Имеет около 60 научных работ.

## Участие в программных комитетах конференций
- International Conference on Databases and Expert Systems (DEXA)[2]
- Conference on Bioinformatics Research and Development (BIRD)[3]
- Технологии Майкрософт в теории и практике программирования[4]
- International Workshop on Computer Science and Information Technology (CSIT)[5]

## Общественная деятельность
- Член Российской ассоциации искусственного интеллекта[6]

## Книги и пособия
- Д. В. Сошников Функциональное программирование на языке F#. — М.: ДМК Пресс, 2011.
- Д. В. Сошников. Парадигма логического программирования. — М.: Вузовская книга, 2006, ISBN 978-5-9502-0205-6
- С. Пугачев, С. Павлов, Д. Сошников. Разработка приложений для Windows Phone 7.5 — СПб.: BHV, 2012.
- Д. В. Сошников. Логический вывод на основе удалённого вызова и включения в системах с распределенной фреймовой иерархией. — М.: Вузовская книга, 2002

## Некоторые публикации в известных компьютерных журналах и выступления
- Сошников Д., Марченков Е. Создание компьютерной игры на базе технологий Майкрософт // Мир ПК, 2009. № 6
- Дмитрий Сошников, Вперед в будущее, Спецвыпуск: Хакер, номер #055
- Дмитрий Сошников, Кибернетическое бессмертие, Спецвыпуск: Хакер, номер #052
- Выступление на нейрохакатоне "Технологии демократизации искусственного интеллекта (Azure Machine Learning, Cognitive Services)"[7]